# Halo 2
Halo 2 es un videojuego de disparos en primera persona desarrollado por Bungie Studios y lanzado para la consola Xbox en 2004. Es la segunda entrega en la franquicia de Halo y su trama continúa los sucesos relatados en Halo: Combat Evolved.
Bungie Studios desarrolló el título en un nuevo motor de juego distinto al de su predecesor. Otra diferencia en cuanto a su producción es que utilizaron un motor físico Havok para esta segunda entrega. Incorpora también más armas, vehículos y mapas multijugador. El jugador puede asumir de forma alternativa los roles del Jefe Maestro y del alienígena Inquisidor en una trama que describe el desenvolvimiento conflicto entre las facciones humanas del Comando Espacial de las Naciones Unidas (UNSC) y el grupo de alienígenas Covenant en el siglo XXVI. Debe combatir a los enemigos ya sea por vía terrestre o con vehículos que pueden ser tanto alienígenas como humanos.
Una vez comprobado el éxito de Combat Evolved, Bungie era consciente de que varios seguidores del juego tenían una alta expectación por la continuación. Los diseñadores a cargo de Halo 2 se inspiraron en elementos narrativos y de interactividad que habían sido descartados en el juego anterior, entre los cuales se incluyen el modo multijugador en línea por medio de Xbox Live. Debido a restricciones en el tiempo de producción del juego, el diseño pasó por varias modificaciones importantes entre las cuales se incluye la adición de la escena final tipo cliffhanger del modo campaña, un elemento que no dejó satisfechos a sus diseñadores. Para promocionar a Halo 2 se realizaron varias estrategias de publicidad, entre las cuales destacó la producción y lanzamiento de un juego de realidad alternativa denominado I Love Bees.
Después de su estreno, Halo 2 se convirtió en el videojuego más popular de Xbox Live, categoría que tuvo hasta el estreno de Gears of War para Xbox 360, casi dos años después. Hasta el 20 de junio de 2006, más de 500 millones de copias del juego habían sido reproducidas en la consola, traducido a más de 710 millones de horas gastadas en la ejecución del juego en Xbox Live; hasta el 9 de mayo de 2007, este número se incrementó a más de cinco millones de jugadores. Halo 2 es el juego más vendido de la consola Xbox con casi 6,8 millones de copias comercializadas solamente en EE. UU. En cuanto a la crítica, a nivel general obtuvo evaluaciones positivas; mientras la mayoría de las publicaciones elogiaron el modo multijugador, se evaluó con opiniones más desfavorables el clímax cliffhanger. 
En mayo de 2007 se estrenó una nueva versión de Halo 2 para Microsoft Windows, desarrollado por un equipo de Microsoft Game Studios llamado Hired Gun. Posteriormente, una adaptación en alta definición del juego forma parte del título Halo: The Master Chief Collection, la cual salió a la venta en noviembre de 2014 para consola Xbox One.

## Argumento

### Sinopsis

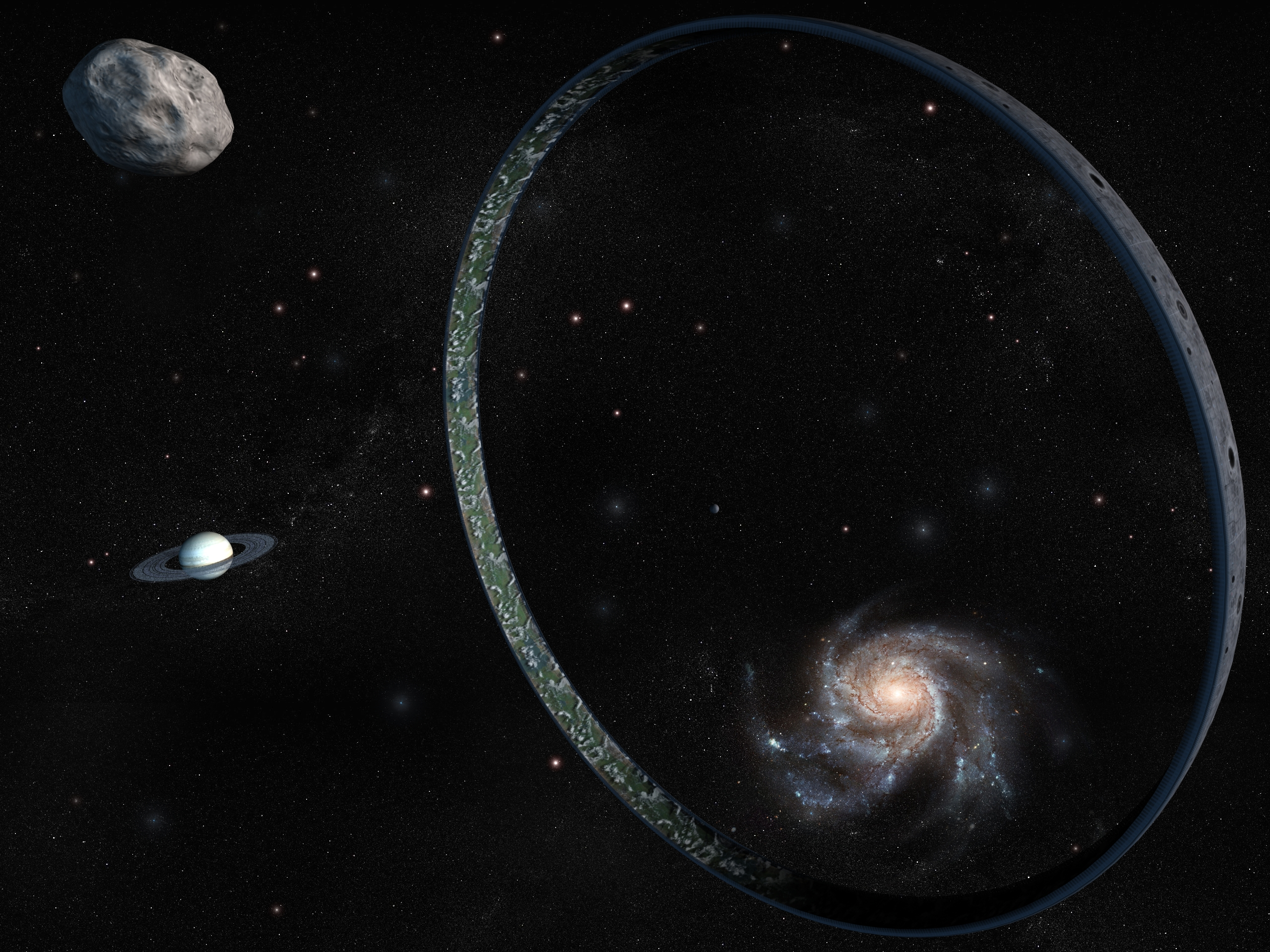
El descubrimiento de un nuevo Halo por parte de los personajes, causó una revolución interna por parte del Covenant, ya que debido a la destrucción de la Instalación 04 por parte de los humanos, el Covenant comenzó a desconfiar de los Elites, llegando a traicionarlos finalmente. El argumento de Halo 2 ha sido considerado como uno de los más complejos de la serie.

Los acontecimientos relatados en Halo 2 ocurren después de aquellos narrados en la novela Halo: First Strike. El juego inicia con un juicio en contra de un comandante Zealot Elite del Covenant llamado thel vadam, dentro de una enorme estructura flotante que sirve a manera de ciudad llamada High Charity. El Elite es revocado de su rango y señalado como hereje por no evitar que los humanos destruyeran la primera instalación de Halo. Debe señalarse que el interés del Covenant respecto a los planetas Halo subyace en una creencia religiosa en la que suponen que mediante la activación de los anillos se daría paso al llamado «Gran Viaje», que a su vez les permitiría salvarse a los creyentes más fieles del Covenant. El Elite es torturado por Tartarus, el jefe de los Brutes del Covenant. Mientras tanto, en la Tierra, el Jefe Maestro junto con el sargento Avery Johnson son condecorados por sus acciones en Halo. Lord Hood premia a los soldados y a la comandante Miranda Keyes, quien acepta una medalla en memoria de su fallecido padre, el capitán Jacob Keyes.
De repente, una flota Covenant ataca a las naves humanas en el perímetro defensivo de la Tierra. Mientras la UNSC repele a la mayoría de la flota, un solo crucero Covenant que transporta a un importante miembro de la jerarquía del Covenant, el Profeta del Pesar, ataca a la ciudad de Nueva Mombasa, Kenia. El Jefe Maestro ayuda a exterminar a las tropas Covenant que han aterrizado en la ciudad. El crucero queda sitiado por los humanos y Pesar realiza un viaje interestelar para huir. Keyes, Johnson, Cortana y el Jefe lo persiguen en la nave In Amber Clad. Durante la persecución, el grupo descubre la existencia de otro anillo Halo y al reflexionar sobre el peligro que esto representa, el Jefe recibe la orden de asesinar a Pesar, mientras que Keyes y Johnson se encargan de localizar la llave de activación de la instalación, conocida como Índice.
Entre tanto, el humillado comandante Covenant es presentado una vez más ante los Profetas Jerárquicos, quienes reconocen que a pesar de haber fallado en defender Halo, no es un hereje. Le ofrecen el rango de Inquisidor para que pueda sumarse a la batalla. Durante su primera misión, que consistía en asesinar a un líder hereje sesa refumee, el Inquisidor conoce a 343 Guilty Spark, al cual el Covenant cataloga como un «oráculo». En respuesta a la angustiante llamada de Pesar, High Charity y la tropa Covenant arriban al nuevo Halo, la Instalación 05, luego de que el Jefe asesine al Profeta. En este enfrentamiento, el Jefe cae a un lago, en donde es rescatado por el tentáculo de una misteriosa criatura llamada Gravemind.
La muerte de Pesar trae como consecuencia una discordia entre los militantes del Covenant, puesto que a los Brutes se les asigna el trabajo tradicional que realizaban los Elites de proteger a los Profetas. El Inquisidor es enviado a recuperar el Índice del Halo e inmoviliza a Keyes y a Johnson antes de ser confrontado por Tartarus, quien le revela que los Profetas ordenaron la aniquilación de los Elites. Después de ello arroja al Inquisidor a un abismo. Este último es salvado por la misma criatura con tentáculos que rescató previamente al Spartan, por lo que ambos personajes se encuentran en las profundidades de la instalación. Dicha criatura que los rescató, Gravemind, es el cerebro de los Flood; este le revela al Inquisidor que el supuesto Gran Viaje solo aniquilaría a los Flood, a los humanos y al Covenant por igual. Por ello, Gravemind envía al Inquisidor y al Jefe a diferentes puntos de Halo para evitar su activación. El Jefe es teletransportado a High Charity, donde se ha desatado una guerra civil entre los integrantes del Covenant; mientras tanto, la nave In Amber Clad se estrella en la ciudad y Cortana deduce que Gravemind los está usando a manera de distracción para utilizar la nave como medio de esparcimiento de los Flood. Conforme el parásito infesta la ciudad, el Jefe persigue al Profeta de la Verdad a bordo de una nave Forerunner llamada Dreadnought y abandona High Charity. Cortana se queda atrás para destruir la ciudad y Halo, en caso de que Tartarus logre activar con éxito el anillo.
El Inquisidor es enviado a la superficie del anillo de Halo, donde dirige a sus aliados Elites en su enfrentamiento contra los Brute en su base. Con la ayuda de Johnson, confronta a Tartarus en la sala de control de Halo. Cuando el Inquisidor trata de hacerle ver que los Profetas los han traicionado, Tartarus se molesta y activa el anillo. El Inquisidor y Johnson tratan matan a Tartarus mientras Keyes intenta remover el Índice para detener la activación. Pero en vez de apagar al anillo en su totalidad, esto desencadena un código de auto preservación que pone a la Instalación 05 y los demás anillos en "modo" de espera para que sean activados desde un lugar remoto, al cual Guilty Spark se refiere como «El Arca». Mientras la nave de Verdad llega a la Tierra en medio de una batalla, Hood le pregunta al Jefe qué hace a bordo de la nave. El Jefe contesta que se encuentra poniéndole fin a esa batalla.
En una escena posterior a los créditos, Gravemind es visto llegando a High Charity, donde Cortana accede responder a las preguntas hechas por la inteligencia de los Flood.

### Personajes
- Jefe Maestro: es el personaje jugador, un supersoldado SPARTAN-117 que después de la destrucción del primer anillo en Halo: Combat Evolved es condecorado. Después de un ataque sorpresivo por parte del Covenant, le asignan una nueva misión consistente en localizar y asesinar al Profeta del Pesar. En el proceso, descubre una nueva instalación de Halo y conoce a Thel 'Vadam, conocido como el Inquisidor. Poco después, aborda una nave denominada Dreadnought que se dirige a la Tierra y sirve para la activación de un portal que lleva al Arca (para mayor información véase Halo: First Strike).
- Cortana: es una inteligencia artificial (IA) de la UNSC, y compañera del Jefe Maestro. Viaja con este en la nave In Amber Clad con el fin de interceptar a Pesar, momento en que descubre la existencia de la Instalación 05, un nuevo planeta Halo. Cuando ambos llegan ahí, Cortana intenta hacer estallar la In Amber Clad para detener al Covenant y evitar la activación del anillo. No obstante, es capturada antes por Gravemind en High Charity.
- Avery Johnson: es un soldado que después de la misión en la Instalación 04 es condecorado y ascendido a sargento mayor. Cuando el Covenant comienza a atacar a la Tierra —durante la batalla, logra detener a un Scarab que era manipulado por Pesar—, escapa junto con Keyes y el Jefe Maestro, con el fin de localizar a Pesar. Ya en el nuevo Halo, intenta buscar el Índice, pero es atacado por el Inquisidor. Después de que Pesar y los otros Profetas ordenan la aniquilación de los Elites, Tartarus le arrebata a Keyes la llave de activación de Halo. Posteriormente, durante la llamada «Gran Traición», toma un papel importante en la unión entre los Elites y humanos para derrotar al Covenant.
- Miranda Keyes: es la hija del capitán Jacob Keyes. Junto con el Jefe y Johnson, arriba a la Instalación 05 en donde Tartarus la secuestra con el fin de que active el anillo, ya que ella poseía el Índice. Sin embargo, Keyes provoca un error en el sistema haciendo que este y los demás anillos entren en un estado de espera. Por ello, 343 Guilty Spark le comenta sobre la existencia del Arca.
- Inquisidor Thel 'Vadam: Segundo personaje jugable, antiguo soldado Elite del ejército Covenant, en donde ejercía el rango de Zealot. Después de los eventos del primer juego, los Profetas lo declaran un hereje por la destrucción de la Instalación 04. A pesar de ello, le ofrecen una nueva oportunidad para «redimir sus pecados». Para ello, le piden asumir el papel de un Inquisidor, un rango importante dentro del Covenant y que como tal le otorgan dos responsabilidades: asesinar al líder rebelde del planeta sobre el cual orbitaba el primer Halo, y conseguir el Índice de la Instalación 05 para activar el anillo —proceso que el Covenant y él denominan «Gran Viaje»—. Después de que los Brutes y los Profetas traicionaron a los Elites, conoce al Jefe Maestro junto con Gravemind. Este último le pide buscar el Índice en manos de Tarturus al cual logra derrotar gracias a la ayuda de Keyes y Johnson.
- 343 Guilty Spark: es el monitor o la IA de la primera instalación de Halo. Logró sobrevivir a la explosión que destruyó al anillo y huyó al planeta adyacente a este. Le revela a varios militantes del Covenant la verdad sobre el anillo, lo cual provoca un enfrentamiento bélico entre los herejes y los soldados leales de dicho bando. Es capturado por Tartarus, que intenta utilizar al «Sagrado Oráculo», mote con el que conoce a 343 Guilty Spark, para activar el nuevo Halo. No obstante, Spark le advierte que se necesita de un «reclamador», es decir, un humano que active el anillo, en este caso Keyes. Antes de que activen el nuevo anillo, el monitor le advierte a Tartarus que todos los anillos han entrado en un estado de espera y que para volverlos a activar necesitan el «Arca».

- Profeta del Pesar: poco antes del inicio del juego, este jerarca del Covenant localiza la ubicación de un artefacto similar a un portal que habría de permitir el paso entre la Tierra y el Arca. Con el objetivo de comenzar el Gran Viaje, se dirige desde High Charity hasta dicho planeta; no obstante, el Jefe Maestro lo intercepta y consigue matarlo en la Instalación 05 antes de que logre su objetivo. Después de su muerte, Gravemind utiliza su cuerpo con el fin de adquirir información sobre las demás instalaciones.
- Tartarus: es el jefe y líder de los Brute, seres con aspecto físico parecido a unos gorilas, que actúan despiadadamente en contra de sus enemigos debido a su fuerte convicción en torno al Gran Viaje. Después de que los Profetas condenan al Inquisidor, el líder Brute marca al soldado Elite con la "marca de la vergüenza". Esto provoca tensión entre los bandos Elite y Brute del Covenant. Aun así, ofrece apoyar al Inquisidor durante la segunda parte de su misión. Posteriormente, Tartarus localiza a Spark y lo secuestra, con el fin de que este le ayude en la activación del recién descubierto anillo. Utilizando al llamado «Oráculo», logra localizar el Ícono Sagrado o Índice y luego se da la traición de los Brute a sus colegas Elites. Obliga a Keyes a activar el anillo y el Inquisidor logra enfrentarse a él y derrotarlo.
- Gravemind: es la forma definitiva e inteligente de la raza Flood. Está hecho de múltiples cuerpos que con el tiempo y debido a la infección que sufrieron evolucionaron hasta crear un ser gigantesco con apariencia de planta carnívora, el cual tiene poder para controlar toda una colonia de parásitos. El líder de los Flood se localiza en lo profundo de la Instalación 05, en donde conoce al Jefe Maestro y al Inquisidor. Después de explicar la funcionalidad de los Halos, Gravemind le ordena a estos últimos que detengan la activación del anillo.
- Sesa 'Refumee: era un antiguo militante Elite del Covenant, a quien se le había encomendado la misión de investigar una mina de gas en el planeta Thershold, es decir en el planeta que orbita la primera instalación de Halo. En él, 'Refumee conoce a Guilty Spark quien le revela el verdadero significado de los anillos: destruir a todo ser vivo para que los Flood mueran de hambre. Por esto se autonombra como «líder hereje», y junto con otros Elites y Grunts comienza una revuelta en contra de los Profetas. Sin embargo, Verdad le encomienda al Inquisidor eliminar al causante potencial de una revolución interna. Para defenderse de la amenaza, el hereje libera ciertos Flood en el planeta con la finalidad de detener al Inquisidor. Cuando intenta escapar del planeta gaseoso, es derrotado por el soldado Elite. A pesar de su muerte como líder de un movimiento anti-Covenant, durante el llamado «Gran Cisma» sus ideales aún se mantienen en pie en torno a los Elites traicionados por los Profetas.
- 2401 Penitent Tangent: es el monitor/IA de la recién descubierta Instalación 05. Es manipulado por Gravemind con el fin de obtener información sobre los anillos. Los Profetas intentan obtener información de él para conocer cómo se activan los planetas Halo. Sin embargo, debido al latente estado de «locura» en el que se encontraba a causa de los Flood, no fue capaz de informarle a los jerarcas sobre las demás instalaciones. Ayuda al Jefe y al Inquisidor a teletransportarse a los objetivos impuestos por el Gravemind.

## Sistema de juego
Halo 2 es un juego de disparos en el que los jugadores interactúan principalmente en una perspectiva de primera persona, y tienen a su disposición un conjunto de armamento y vehículos tanto humanos como alienígenas, que les resultan útiles para avanzar de nivel. Aunque la barra de salud del jugador no es visible en esta nueva entrega, la interfaz cuenta con un escudo de energía que absorbe los daños y se regenera automáticamente al no recibir daños por parte del enemigo en un tiempo breve.

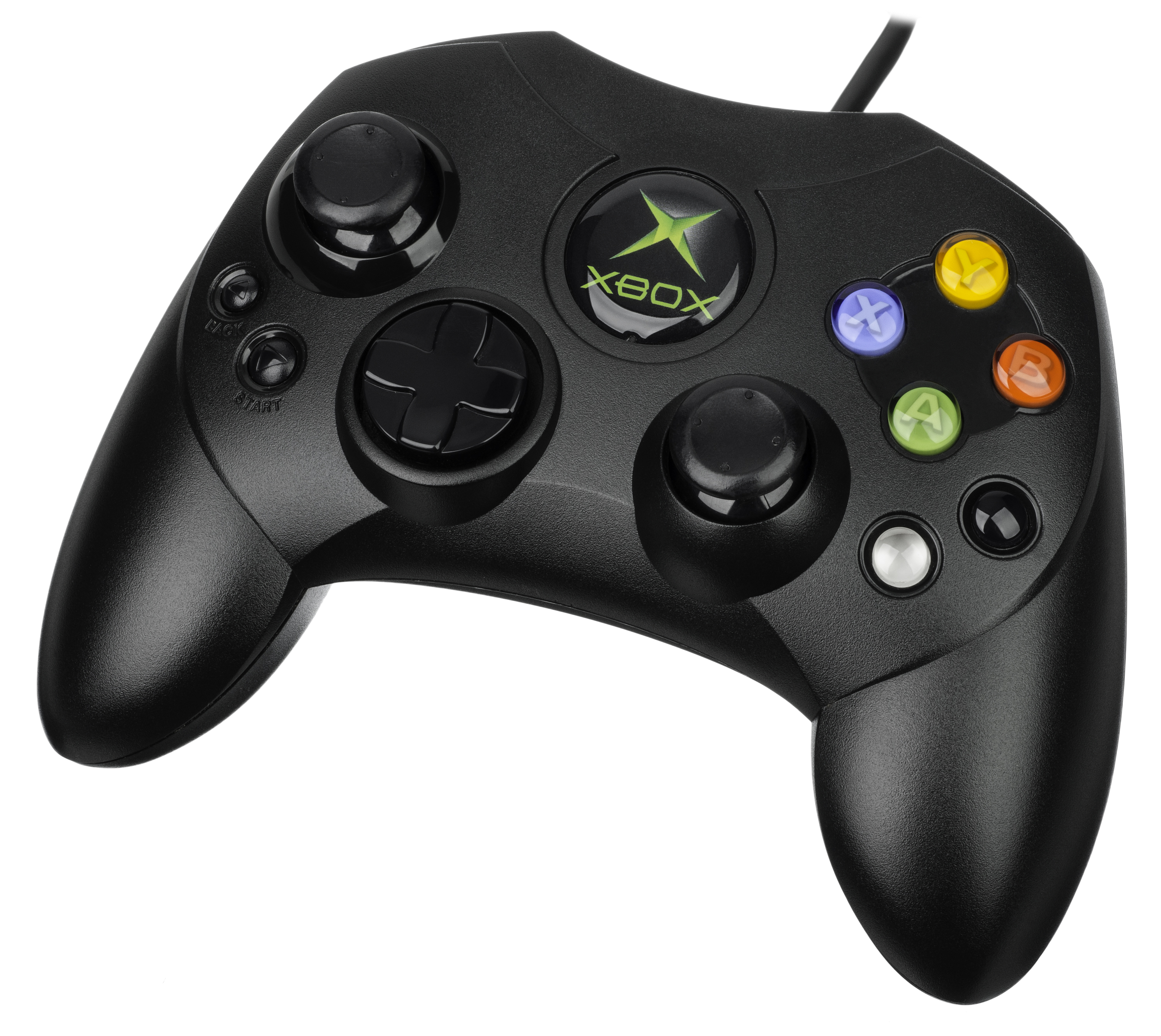
Los controles en Halo 2 fueron mejorados en relación a su predecesor, pues en la secuela el jugador puede ejecutar movimientos más fluidos que permiten una amplia gama de ataques en contra de los enemigos, ya sea en modo campaña o en multijugador.

Ciertas armas pueden equiparse al mismo tiempo, pero limitan que el jugador tenga una mayor precisión en sus enfrentamientos, use granadas y pueda pelear cuerpo a cuerpo de forma simultánea.
Cada arma tiene sus propias ventajas y desventajas al ser usada en distintas circunstancias de combate. El jugador puede portar hasta ocho granadas para atacar y quebrantar tropas enemigas. Una novedad en Halo 2 es la habilidad para abordar vehículos enemigos que están cerca del jugador y que andan a baja velocidad.

### Modo campaña
El modo «campaña» del juego contiene opciones para jugar tanto con un solo jugador como para un sistema multijugador en modo cooperativo. El jugador debe completar una serie de niveles que relatan las vivencias del Jefe Maestro y un Elite del Covenant conocido como el Inquisidor que ocupan roles opuestos en la trama y participan en distintos hilos argumentales. Ambos pueden ser usados por el jugador. Aparte de las diferencias entre ellos respecto a la historia, el Inquisidor difiere del Jefe en que su armadura no tiene linterna; en cambio, está equipada con un camuflaje activo, que se recarga por un pequeño lapso de tiempo y es inutilizable cuando el jugador es atacado o cuando es dañado.
Hay cuatro niveles de dificultad en el modo campaña: Fácil, Normal, Heroica y Legendaria. El incremento de la dificultad implica un aumento en la salud, daño, agresividad, número, rango y agilidad de los enemigos. También supone un incremento en el tiempo de recarga del camuflaje del Inquisidor, una baja cantidad de salud y del nivel de los escudos en el personaje jugador, además de algunos cambios en los diálogos de los personajes.
Existe cierto contenido oculto que puede ser descifrado por el jugador en el transcurso de la historia, y que incluye huevos de Pascua, mensajes, objetos secretos y armas especiales. Los más conocidos son las calaveras que se hallan ocultas en cada nivel. Estos objetos pueden ser recogidos como si fueran un arma, y están localizadas en ciertas áreas por lo general de difícil acceso. La mayoría de ellas son exclusivas del nivel de dificultad Legendaria. Una vez activadas, tienen un efecto específico en el sistema de juego. Por ejemplo la calavera «Sputnik», que se localiza en el nivel Quarantine Zone, altera la masa de los objetos del juego, provocando que una explosión pueda causar que los objetos salgan volando más lejos de lo normal. El efecto de las calaveras puede combinarse entre sí.

### Modo multijugador
A diferencia de su predecesor, Halo 2 permite a los jugadores competir entre sí mediante Xbox Live, además de un sistema cooperativo en el que la pantalla se divide —en caso de que se esté jugando en una sola consola—. Funciona con ayuda del System Link, que posibilita la interconexión de más de dos consolas. El sistema multijugador ofrece un modo de juego distinto al de los juegos de en línea del género de disparos en primera persona de aquella época. Por lo general, en los juegos clásicos de este género los jugadores pueden elegir y configurar el mapa así como otros elementos de la partida en la que desean jugar mediante un software especial, GameSpy, que funciona en cualquier parte del mundo. En Halo 2, sin embargo, los jugadores de Xbox Live no pueden configurar como públicas las partidas, mapas individuales u otras opciones de juego, y por ello no pueden escoger la partida que deseen. En su lugar, Microsoft les proporcionaba una playlist, que contenía diferentes modos de juego. Por motivos técnicos, ciertos aspectos del sistema de juego del modo campaña se encuentran deshabilitados o ausentes en el modo multijugador; por ejemplo, el arma Fuel Rod que no aparece en algunos vehículos o mapas.
El jefe de diseño técnico, Chris Butcher, habló más a detalle con la revista británica Edge del desarrollo del modo multijugador de Halo 2, en una entrevista en 2007. Ahí aclaró lo siguiente: «para Halo 2 teníamos puesta la mirada muy en alto respecto a las conexiones de red [...] pensamos sobre los grandes grupos LAN que se tenían en Halo 1, y decidimos recrear esa impresionante experiencia de tener a todas esas personas jugando, pero preferimos usar el Xbox Live en lugar de tener que cargar con un montón de consolas y televisores al mismo tiempo. Pasar de no tener un multijugador conectado a Internet a desarrollar un modelo en línea totalmente nuevo, fue un gran reto para hacer que todo saliera como se había planeado al mismo tiempo, y como resultado tuvimos que dejar de lado muchas otras cosas sin terminar, a fin de cumplir con la fecha que habíamos contemplado para con nuestros fanáticos».

## Producción

### Desarrollo
| Líder del proyecto                   | Jason Jones                                                                  |
| Ingenieros                           | Hao Chen Bart House Stefan Sinclair Adrian Pérez Michael Evans Chris Butcher |
| Jefe de producción                   | Hamilton Chu                                                                 |
| Productores                          | Michel Bastien Curtis Creamer                                                |
| Director de arte                     | Marco Lehto Stephen Bahl                                                     |
| Jefe de diseño                       | John Howard                                                                  |
| Diseñadores                          | Paul Bertone Jaime Griesemer                                                 |
| Jefe de la programación multijugador | Steve Cotton Max Hoberman                                                    |
| Música                               | Martin O'Donnell Michael Salvatori Steve Vai                                 |
| Diseño de sonido                     | Jay Weinland C. Paul Johnson Tom Smurdon                                     |
| Guion                                | Joseph Staten                                                                |
| Ilustradores 3D                      | Eric Arroyo Robt McLees Travis Brady                                         |
| Jefes de prueba                      | Doug Boyce Jamie Evans                                                       |
| Actores de voz (en inglés)           | Steve Downes Jen Taylor David Scully Pete Stacker Kevin Michael Richardson   |
| Referencias                          | [ 26 ]                                                                       |

Al principio, Bungie Studios no tenía en mente convertir a Halo en una trilogía. Esta idea provino del éxito crítico y comercial de Combat Evolved. Joseph Staten, uno de los guionistas de Bungie y director de escenas de diálogo en los juegos recordó que, durante la producción de Combat Evolved, Bungie «tenía ciertamente ideas muy buenas para extender la historia y la experiencia del sistema de juego que sabíamos que no podía caber en un solo juego». Las campañas publicitarias surgidas para apoyar el desarrollo de una probable secuela les garantizó al equipo de diseñadores la oportunidad de incorporar ideas más ambiciosas en Halo 2, muchas de ellas concebidas originalmente en la producción de Combat Evolved.
Un rasgo importante para Halo 2 sería el modo multijugador. En el juego original, esto se logró mediante la conexión System Link, y solo pudo concretarse semanas después de que el juego se distribuyera en el mercado. La mayoría de los jugadores nunca antes había jugado en mapas extensos, mientras que unos cuantos habían disfrutado mucho la interactividad entre 16 jugadores conectados simultáneamente a través de cuatro consolas. «Nos enfocamos en el pequeño grupo de fanáticos que fueron capaces de hacer esto», dijo el jefe de ingeniería Chris Butcher, «y en qué tanto ellos disfrutaban ese modo de juego, así que nos preguntamos a nosotros mismos si podíamos brindarle eso a todos los demás jugadores. Sería algo realmente especial, algo verdaderamente único».
La trama de Halo 2 desarrolló todos los elementos que habían sido descartados en su momento para Combat Evolved. El programador Jason Jones, uno de los fundadores de Bungie, se dedicó a organizar las ideas centrales de la historia y le pidió a Staten que las relacionase. De acuerdo a este último, entre los elementos que se omitieron en la versión final del juego estaba una «horrible escena de traición» donde Miranda Keyes le colocaba una bomba a Jefe Maestro en la espada y luego lo empujaba hacía un abismo; «Jason [Jones] estaba pasando por una difícil separación sentimental en ese entonces y creo que eso tuvo algo que ver en la escena», mencionó Staten.
Halo 2 se anunció oficialmente en septiembre de 2002 acompañado de un tráiler promocional que no mostró el sistema de juego, y que luego se incorporó en los discos DVD de Combat Evolved. Un video en tiempo real del sistema de juego se mostró más tarde en el evento E3 de 2003, y mostró las nuevas características en comparación a su predecesor, como la posibilidad de portar hasta dos armas al mismo tiempo así como la mejora de sus gráficos. No obstante, varios elementos del tráiler aún no estaban desarrollados en su totalidad para el juego definitivo: el motor de los gráficos usado enteramente en el segmento promocional tuvo que ser descartado, mientras que el escenario que aparece en el mismo fue editado desde cero debido a limitaciones técnicas. La reestructuración del motor de juego retrasó el lanzamiento de una versión demo, ya que algunos de sus elementos no estaban lo suficientemente estilizados aún. Butcher confesó después que el tráiler mostrado en E3 había sido «[una cortina de] humo y espejos en su totalidad», debido a que la versión final acabó siendo radicalmente distinta a los segmentos mostrados en dicho evento. En sus propias palabras: «el motor gráfico que mostramos en E3 de 2003 tuvo que ser descartado en su totalidad, ya que no se podría lanzar un juego para Xbox con ese motor. [...] Fuimos capaces de hacer una demo de cinco minutos, pero cuando acabó E3 tuvimos que admitir que estos gráficos jamás iban a funcionar - no serían compatibles con los escenarios que consideramos realmente importantes para un juego de Halo. Por lo tanto, literalmente desechamos los gráficos completamente y empezamos desde cero nuevamente».
Poco antes del lanzamiento de Halo 2, Bungie se interesó en el perfeccionamiento de la dualidad de un solo jugador y el modo multijugador que quería para Halo 2. Así que apenas un año antes de que pusiera a la venta el título, el estudio se enfrentó a «la madre de todos los problemas» para terminar el juego. En una entrevista de 2007, Jamie Griesemer, uno de los diseñadores principales de Halo, dijo que el poco tiempo destinado a «pulir» el diseño final fue el motivo principal de los defectos que tiene este título. La abrupta escena cliffhanger al término de Halo 2 no había sido originalmente concebida, y resultó precisamente de este breve período en el que Bungie apresuró el proceso de desarrollo final para que el juego estuviese listo a tiempo.

### Banda sonora
Martin O'Donnell junto con su colega Michael Salvatori, quienes previamente se habían coordinado para el material musical de Combat Evolved, volvieron a trabajar juntos para la banda sonora de Halo 2. O'Donnell percibió en el proceso de composición que «hacer una continuación nunca se trata de una simple oferta. Quieres tomar todo lo que estuvo excelente para mejorarlo, y dejas atrás todas las cosas que consideras que fueron débiles». O'Donnell se aseguró que ningún segmento del juego careciera de sonido, ya que «el ruido de fondo es una de las principales formas de sumergir a la gente psicológicamente. Una habitación oscura es escalofriante, pero si se le añaden crujidos al pisar el suelo y ratas que rasguñan las paredes se vuelve realmente esccalofriante». Otra diferencia de Halo 2 respecto a su predecesor consistió en la incorporación de mezclas de sonido para tomar ventaja del sonido digital surround de Dolby 5.1

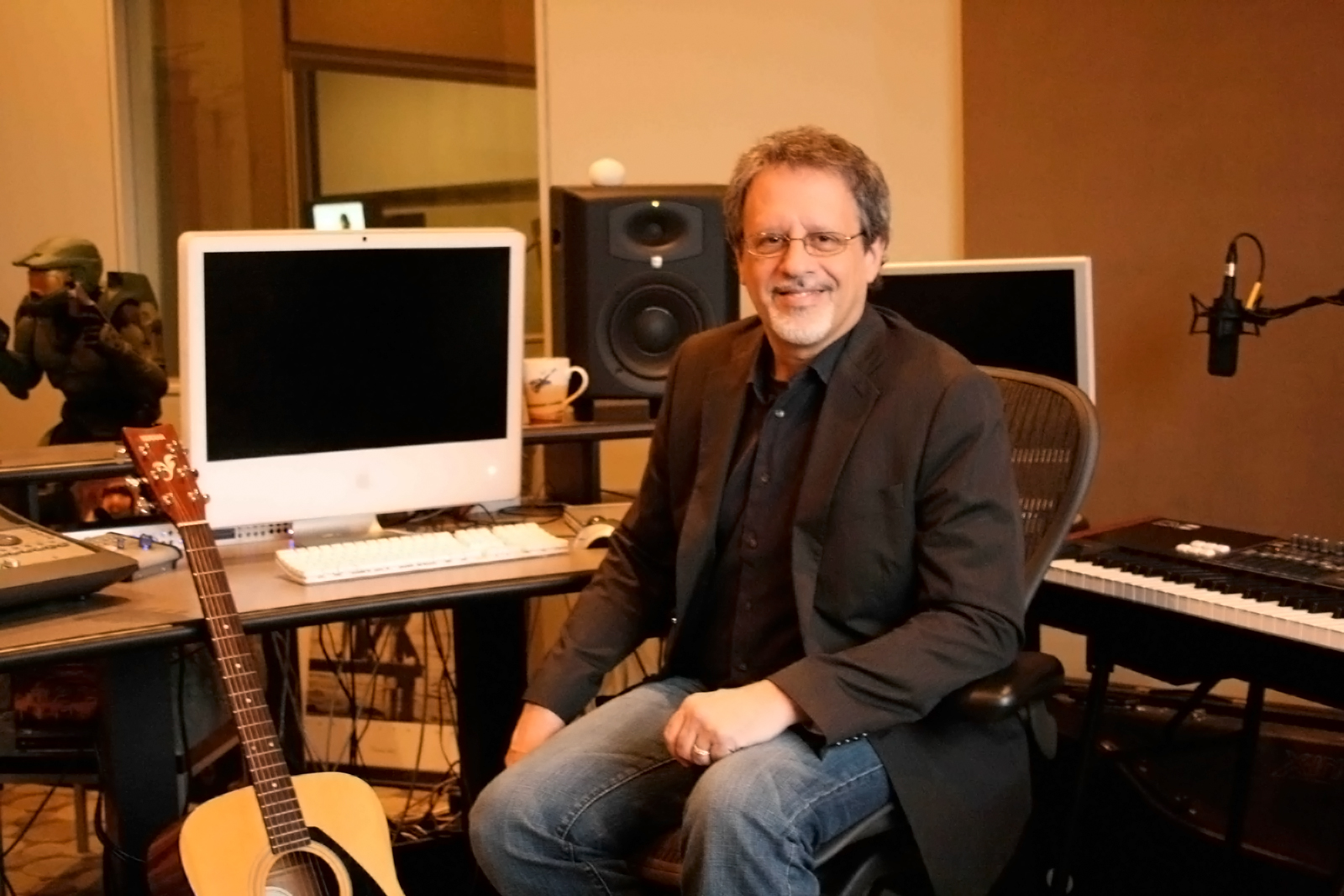
Michael Salvatori.

Las primeras piezas compuestas por O'Donnell fueron para promocionar el juego; este se encargó de crear la música que acompañó al primer tráiler cinemático de Halo 2 presentado en agosto de 2002, al igual que para la demo del E3 de 2003. En su momento, confirmó que los cantos gregorianos presentes en Combat Evolved volverían a añadirse al material de Halo 2. Las escenas ambientadas en África inspiraron al compositor para utilizar música afrocubana, aunque muchas de estas composiciones no se utilizaron en la versión final. Más allá de haber escrito temas específicos para cada lugar o de usar motivos para los personajes principales en lo que O'Donnell describió como un «Pedro y el lobo conocen la música», creó «música triste para los momentos melancólicos, música de miedo para los segmentos escalofriantes y así sucesivamente». La grabación de la música orquestada se llevó a cabo a través de diferentes sesiones con la orquesta Northwest Sinfonia en el Studio X, ubicado en Seattle, Washington.
En el verano de 2004 el productor Nile Rodgers —responsable de escribir e interpretar el tema «Never Surrender» en colaboración con el compositor Nataraj— y O'Donnell decidieron distribuir la música del juego en dos CD individuales; el primero (Volume 1) incorporaría todos los temas musicales presentes en el juego así como la música inspirada por el interactivo e interpretada por otros artistas; el CD restante (Volume 2) contiene otras pistas que no fueron incluidas en el anterior compilatorio. Lo anterior —ocasionado por problemas legales— había causado que el Volume 1 presentara música con arreglos distintos a los temas escritos por O'Donnell y que aparecen en Halo 2.
El primer CD debutó el 9 de noviembre de 2004, de forma simultánea al juego. Contó con algunas colaboraciones en guitarra por Steve Vai. Ciertos temas incluyeron las participaciones de varios artistas como Joe Satriani, Incubus, Breaking Benjamin y Hoobastank, quienes se mostraron entusiastas sobre la idea de participar en el álbum. Incubus se dio a la tarea de producir una suite musical distribuida a lo largo del Volume 1 a manera de cuatro movimientos; el guitarrista de la banda Mike Einziger dijo al respecto: «Halo es el único videojuego que nos ha inspirado a escribir una suite completa [de música]». Mientras tanto, el segundo CD posee la música del juego organizada a manera de suite, estructura que se corresponde con los capítulos del juego, con tal de crear una «representación musical» de Halo 2. Se estrenó el 25 de abril de 2006.
Tras su lanzamiento, el material musical obtuvo buenas críticas. Algunos especialistas se mostraron divididos en cuanto a los logros del Volume 1, pues si bien unos cuantos disfrutaron las características adicionales del disco, otros consideraron que carecía de cohesión. En cambio, el Volume 2 pasó a ser catalogado como el «verdadero» soundtrack del juego. En cuanto a recepción comercial, ambos lograron vender más de 100 000 copias. Su buena recepción serviría como un ejemplo de la importancia que tiene la música de los videojuegos en la industria del entretenimiento.
A continuación, la lista con los temas que componen a cada CD con su respectiva duración:
| Volume 1 |                                              |          |  |
| N.º      | Título                                       | Duración |  |
| 1.       | «Halo Theme (Mjolnir Mix) (feat. Steve Vai)» | 4:11     |  |
| 2.       | «Blow Me Away»                               | 3:25     |  |
| 3.       | «Peril»                                      | 2:46     |  |
| 4.       | «Ghosts of Reach»                            | 2:22     |  |
| 5.       | «Follow (1st Movement of the Odyssey)»       | 4:15     |  |
| 6.       | «Heretic, Hero»                              | 2:34     |  |
| 7.       | «Flawed Legacy»                              | 1:58     |  |
| 8.       | «Impend»                                     | 2:21     |  |
| 9.       | «Never Surrender (feat. Steve Vai)»          | 3:35     |  |
| 10.      | «Ancient Machine»                            | 1:38     |  |
| 11.      | «2nd Movement of the Odyssey»                | 7:41     |  |
| 12.      | «In Amber Clad»                              | 1:39     |  |
| 13.      | «The Last Spartan»                           | 2:18     |  |
| 14.      | «Orbit of Glass»                             | 1:18     |  |
| 15.      | «3rd Movement of the Odyssey»                | 6:41     |  |
| 16.      | «Heavy Price Paid»                           | 2:31     |  |
| 17.      | «Earth City»                                 | 3:06     |  |
| 18.      | «High Charity»                               | 1:59     |  |
| 19.      | «4th Movement of the Odyssey»                | 9:08     |  |
| 20.      | «Remembrance»                                | 1:17     |  |
| 21.      | «Connected»                                  | 2:40     |  |
| 69:20    |                                              |          |  |

| Volume 2 |                      |          |  |
| N.º      | Título               | Duración |  |
| 1.       | «Prologue»           | 2:36     |  |
| 2.       | «Cairo Suite»        | 9:43     |  |
| 3.       | «Mombasa Suite»      | 6:43     |  |
| 4.       | «Unyielding»         | 3:05     |  |
| 5.       | «Mausoleum Suite»    | 8:12     |  |
| 6.       | «Unforgotten»        | 2:11     |  |
| 7.       | «Delta Halo Suite»   | 11:28    |  |
| 8.       | «Sacred Icon Suite»  | 7:27     |  |
| 9.       | «Reclaimer»          | 3:05     |  |
| 10.      | «High Charity Suite» | 8:29     |  |
| 11.      | «Finale»             | 3:11     |  |
| 12.      | «Epilogue»           | 3:49     |  |
| 68:48    |                      |          |  |

## Lanzamiento
El estreno de Halo 2 fue precedido de una gran cantidad de promociones, productos derivados, y tráileres comerciales de estilo cinematográfico. Hubo una fiesta de celebración previo al estreno del videojuego durante el evento E3 de 2004, en donde se remodeló una casa privada para que emulara el mundo de Halo lo máximo posible, incluyendo a marinos camuflados y Cortanas virtuales.
La campaña promocional incluyó la producción de un videojuego específico, del género de realidad alternativa, titulado I Love Bees. Tuvo un costo estimado de un millón USD. Su trama describe el hackeo de un sitio web que trata sobre la apicultura y que es operado por una IA del futuro. El proyecto obtuvo una atención notable de otros sitios web tales como Slashdot y Wired News; Wired llegó a pensar que el juego en realidad trataba de tener un rol en la cobertura de los medios sobre las Elecciones presidenciales de Estados Unidos de 2004. I Love Bees obtuvo un premio por su creatividad en la quinta entrega anual de los premios Game Developers Choice y recibió una nominación para un galardón Webby. En la mañana del 14 de octubre de 2004, una versión ilegal de la adaptación francesa de I Love Bees fue subida a Internet y distribuida a nivel mundial.
Tras su debut, estuvo disponible tanto en formato estándar como en Limited Collector's Edition («Edición limitada para coleccionistas»); este último contiene la edición estándar así como varias ofertas promocionales, una portada especial y un disco DVD sobre el proceso de producción del juego. Asimismo, en esta edición el manual de instrucciones está escrito desde el punto de vista de los Covenant, en vez de la perspectiva de la UNSC que típicamente se presenta en los manuales estándar. Incluye un folleto titulado «Conversations from the Universe» que trata información adicional tanto del bando humano como de los Covenant acorde a la trama de la serie Halo. Todo esto se halla empaquetado en un estuche de aluminio que posee el logotipo de Halo 2 en su vista superior.

### Versión para Windows
El 9 de febrero de 2006, Nick Baron anunció que una versión de Halo 2 se publicaría para PC, pero exclusivamente para el sistema operativo Windows Vista. Si bien esta fue una decisión deliberada por parte de Microsoft para impulsar las ventas de este S.O, el juego podía jugarse en Windows XP a través de un parche ilegal. La versión fue desarrollada por un equipo de Microsoft Game Studios —bajo el alias de Hired Gun— que trabajó en estrecha colaboración con Bungie. Además de las características de generación Live, no disponible en la versión de Xbox, como el soporte y guía de los logros; la versión para Windows añade dos mapas exclusivos multijugador, un editor de mapas, gráficos mejorados y otros elementos adicionales.
Halo 2 para Windows estaba programado lanzarse el 8 de mayo de 2007, pero su estrenó se retrasó finalmente hasta el 31 de mayo. Esta demora se debió al descubrimiento por parte de Microsoft de algunas escenas que mostraban a un personaje desnudo en el juego para lo cual la empresa produjo una serie de parches para eliminarlos, mismos que luego ofreció al público. La escena específica de desnudo consistía en una fotografía de un hombre haciendo mooning —es decir, tenía los pantalones abajo y enseñaba el trasero— frente la cámara. El archivo aparecía con la extensión «.ass» cuando el jugador cargaba el editor de mapas.

## Mejoras y remasterización
Una de las quejas más constantes sobre el modo en línea de Halo 2 en su momento fueron los numerosos cheat que empezaron a aparecer casi de manera inmediata al estreno del juego. Los usuarios aprovechaban algunos errores del software así como las vulnerabilidades de la red para ganar partidas igualadas y así incrementar sus puntajes y subir de rango.
Algunos jugadores usaban la técnica conocida como standbying para llevar a cabo los cheat y así ganar las partidas. Otra técnica usada era el dummying, en donde al usar un Elite y un vehículo se podía ejecutar un glitch que daría lugar a un doppelgänger del personaje. Otros procedimientos para los cheat incluían el softmodding, donde el jugador usa dispositivos como Action Replay y programas informáticos para obtener ventajas ilícitas, y el bridging, en donde se usa software para darle al jugador un estatus de «anfitrión» y así tener la habilidad para desconectar a los demás jugadores de la sesión de juego. En la comunidad de Xbox Live se identificaron otras técnicas de cheating como el superbouncing o el superjumping. Otro procedimiento titulado «BXR» le permitía a los jugadores atacar con rapidez a los oponentes para vencerlos en segundos. Este y otros fueron detectados y restringidos luego para Halo 3.
Bungie lanzó varios paquetes de mapas para el juego, tanto en Xbox Live como en discos físicos. El «Multiplayer Map Pack» es una expansión que hizo que el contenido y las actualizaciones de Xbox Live estuvieran disponibles para los jugadores desconectados (offline) y se lanzó el 5 de julio de 2005. El disco contiene la actualización del software de Halo 2, nueve mapas multijugador inéditos, un documental sobre la realización de los mapas y una característica adicional llamada «Another Day on the Beach», entre otras cosas.
El 30 de marzo de 2007 Bungie anunció que dos nuevos mapas estarían disponibles el 17 de abril de ese año por un precio de 4 USD. El propietario de Bungie, Frank O'Connor, confirmó que tanto los usuarios de Xbox como de Xbox 360 tendrían acceso a ese contenido. Los mapas inéditos eran nuevas versiones de los mapas «Hang em' High» y «Derelict» de Halo: Combat Evolved. Debido a problemas con la distribución de los mapas, surgió una nueva actualización que hizo obligatoria la adquisición de los mapas. Se estrenó el 9 de mayo de 2007, más tarde de lo que se tenía programado. Bungie también reinició todos los rangos de los jugadores para Halo 2 de forma simultánea. El 7 de julio, conocido también como el «Día Bungie», la empresa estrenó el paquete gratuito titulado «Blastacular Map Pack».
En 2017 el juego fue remasterizado y salió a la venta bajo el nombre de Halo 2 Anniversary, como parte de la edición Halo: The Master Chief Collection que también incluye Halo: Combat Evolved Anniversary, Halo 3 y Halo 4. Las principales novedades en esta versión fueron mejoras gráficas y de sonido y algunas nuevas escenas relacionadas con la trama del juego.

## Recepción

### Comercial
Halo 2 se puso a la venta inicialmente en Canadá, Australia, Nueva Zelanda y Estados Unidos el 9 de noviembre de 2004. La expectación por el juego era alta, ya que tres semanas antes de su estreno se registraron preventas superiores al millón y medio de copias. Inclusive hubo largas filas de personas que querían adquirir el producto en la medianoche del 9 de noviembre, mientras que los detalles de su producción y estreno recibieron una notable atención por parte de algunos medios de comunicación. Al día siguiente, 10 de noviembre, llegó a Francia y otros países europeos, y el 11 de noviembre finalmente arribó al Reino Unido. Se vendieron hasta 2,4 millones de copias y se obtuvieron ganancias de más de 125 millones USD en las primeras 24 horas en que se puso a la venta, con lo cual sobrepasó el récord establecido por el filme Pirates of the Caribbean: Dead Man's Chest como el estreno con mayores recaudaciones en su día de estreno en toda la historia del entretenimiento. En territorio británico, se comercializaron hasta 260 000 unidades en su primera semana, convirtiéndolo en el lanzamiento con mayores ventas en un breve período en esa área. El 20 de junio de 2006, Xbox.com reportó que se habían reproducido más de 500 000 000 de copias de Halo 2 en Xbox Live desde su estreno. Se trata del juego más vendido de la consola Xbox, con sus 8,46 millones de copias comercializadas hasta noviembre de 2008. Hasta el 25 de septiembre de 2007, Halo 2 era el quinto juego con más altas ventas en los Estados Unidos con 6,3 millones de copias vendidas, de acuerdo a NPD Group. Desde su estreno hasta mediados de noviembre de 2006, se convirtió en el videojuego más popular de Xbox Live, aún tras el estreno de la consola Xbox 360; más tarde sería superado por el título Gears of War, exclusivo para Xbox 360.

### Crítica

#### Estados Unidos e Inglaterra
La prensa en general elogió la continuación de Halo: Combat Evolved. Los sitios web Metacritic y GameRankings le asignaron un porcentaje de 95 % de aprobación sobre la base de distintas calificaciones y evaluaciones de distintos medios. Obtuvo dos galardones como «Mejor Juego del año» y «Mejor diseño de sonido» durante la entrega de los Interactive Achievement Awards de ese año en que se estrenó. De acuerdo con Xbox.com, el juego obtuvo más de 38 premios en total.
Varios especialistas valoraron positivamente la banda sonora, y consideraron el sistema multijugador como el mejor de su tipo en Xbox Live de ese entonces. De hecho, Game Informer y varias publicaciones calificaron a Halo 2 con un puntaje superior que su predecesor, tomando en cuenta las mejoras del modo multijugador. La mayoría de las críticas coincidieron que Halo 2 emplea la misma fórmula que hizo que el primer Halo fuera exitoso. Sin embargo, elementos como la corta duración del modo campaña, y el final recibieron comentarios negativos. GameSpot mencionó que si bien la historia del Covenant y la raza humana hizo que el argumento fuese aún más intrincado, este impedía que el jugador se concentrara en salvar a la Tierra y lo distraía del punto central del juego; entre tanto, Edge se refirió al argumento como «un confuso embrollo de fanfiction con sci-fi, y un [juego] aturdido [con el] estilo político semejante al de Star Wars: Episode II - Attack of the Clones».
La versión para Windows Vista obtuvo puntuaciones mixtas; IGN la calificó con un 7.5 sobre 10, y GameSpot le dio un 7.0 sobre 10, por citar algunos ejemplos. La mayoría criticó especialmente su aparición dilatada respecto a la aparición de la versión original para Xbox.

#### Hispanoamérica y España
El sitio MeriStation mencionó que el modo de juego es más «llamativo» que el de su predecesor. Sobre sus gráficos comentó que habían supuesto «un gran cambio, una importante evolución con respecto a lo que se había visto hasta el momento en los juegos del género de los videojuegos de disparos en primera persona», aunque también dijo que la versión para Windows «no presentó excesivas novedades, tan sólo un lavado de cara de todo en general y el obligado aumento de la resolución de pantalla [...] Halo y Halo 2, a nivel visual, parecen casi de generaciones diferentes, tanto ha evolucionado uno del otro». Comparó la interfaz con la de Half-Life. Vandal.net elogió el modo multijugador, ya que permitió «competir en partidas de todos contra todos, o simplemente, combatir por equipos para arrebatar la bandera a los enemigos». Sin embargo, su valoración positiva en ese tema difirió de aquella respecto a los gráficos, pues «es tan espectacular como esperábamos, pero dista de ser perfecto y de hecho tiene algunos apartados inexplicablemente flojos [...] En los primeros niveles de la Tierra luchamos en una ciudad que no sale de una gama de colores, grisáceo, amarillento... dando un toque bastante soso a los escenarios de combate». A pesar de lo anterior, lo calificó con un 9,1/10. En otro análisis, el sitio web TodoJuegos.com valoró la innovación de algunos elementos del sistema de juego, como la posibilidad de usar dos armas de forma simultánea, así como la banda sonora. Lo calificó con 9,7/10. Finalmente 3DJuegos.com describió como «desafiante y entretenido» el modo de juego, en especial en el aspecto multijugador.
Un tema que fue objeto de polémica en las reseñas en castellano del juego fue su doblaje al español. Meristation opinó que se trató de «un paso hacia atrás» respecto al doblaje de la precuela, mientras que Vandal.net lo calificó como «pésimo y desconcertante». HardGames2.com se limitó a decir que la versión española, a diferencia de la americana, era uno de los puntos débiles del juego y de la serie en sí, y por ello le dio una puntuación de 7/10.

### Legado
El canal de televisión G4 mencionó que el lanzamiento de Halo 2 fue uno de los puntos clave para la industria de los videojuegos durante el inicio de la década de los 2000, ya que ayudó a definir cómo es que deberían jugar los jugadores en los años venideros. Sterling McGarvey escribió: «La secuela de Bungie fue una inyección de moral para los suscriptores de Xbox Live y anticipó muchas de las características que podrían incluirse en el servicio en línea de Microsoft de su próxima consola». Los editores de Mecánica Popular enumeraron a Halo 2 como uno de los 15 eventos más importantes de la década 2000, pues certificaron que el modo multijugador proporcionó un sistema de juego multijugador en línea para las masas que poseían una consola. El editor de The Province, Paul Chapman, coincidió con lo anterior, pues mencionó que juegos como Call of Duty: Modern Warfare 2 no serían tan divertidos de jugar, si Halo 2 no hubiera cambiado el panorama del género en sí.